# Judeomarokanski arapski
Judeomarokanski arapski (ISO 639-3: aju), jezik marokanskih Židova kojim govori 258 930 ljudi u Izraelu i Maroku. Većina govornika danas živi u Izraelu 250 000 (1992. H. Mutzafi), a znatno manje u Maroku, 8 930 (2000.), također i u Kanadi i Francuskoj.
Judeomarokanski je član arapskog makrojezika. Ima dosta posuđenica iz španjolskog [spa], Ladinskog [lad] (jezik španjolskih Sefarda) i francuskog [fra].
U Izraelu su govornici dvojezični u hebrejskom [heb]. U Maroku mlađa generacija kao prvim jezikom (materinskim) govori francuski.

## Vanjske poveznice
- Ethnologue (14th)
- Ethnologue (15th)